# Czesława Kościańska
Czesława Helena Kościańska-Szczepińska, född den 22 maj 1959 i Tczew i Polen, är en polsk roddare.
Hon tog OS-silver i tvåa utan styrman i samband med de olympiska roddtävlingarna 1980 i Moskva.